# 連雲市
連雲市，中华民国大陆时期时期设置的市，在今江苏省连云港市境内。1948年，中共政权改设新海连特区。作为中華民國公告疆域行政區劃中的56個省轄市之一，保留至2005年。

## 历史
民国元年（1912年），废海州直隶州，更名为东海县，属徐海道。同年4月，析县之东南境为灌云县。
1925年，陇海铁路通车至海州。1932年，当地启动新的海港建设。社会各方和陇海铁路的管理者——陇海路局希望新建城市，促进海港和当地发展。为此，江蘇省政府在1935年1月正式决定设置连云市。同年4月，成立连云市政筹备处:26。连云市政筹备处辖区：以临洪河口以南、烧香河以北、东沿东西连岛、西沿临洪河新浦、南沿烧香河为范围:30。辖区即原东海县之东部与灌云县之北部。连云市议归江苏省政府直辖。
当时，国民政府设立东海行政区，为江苏省第8行政区，辖东海、灌云、沭阳、赣榆四县及筹建中的连云市。后因时局动荡及抗战，连云市一直处于筹建阶段，并侨寄于东海县城。或称，1935年12月，正式设立连云市:13。
1945年日本無條件投降后，國民政府正式设立连云市（普通市）。1945年10月，正式成立连云市政府。行政院任命张振汉为市长。因此，有观点认为國民政府将连云市视为特别市:30。
1945年时，连云市人口、赋税收入水平均与抗日战争前大致相近。调查显示，港埠人口约有一万，墟沟人口五千，大浦三千，其他不详。共计大小村镇四十余，人口约六万余。市区范围与连云市政筹备处辖区一致:30。1946年4月，市长张振汉正式到任。
1947年，中華民國內政部编撰的《中華民國行政區域簡表》中，县域面积约为430平方公里。在1946年11月，中華民國內政部统计处编印的户口统计数字中，连云市人口为7.67万人，人口包括在东海县、灌云县内:13。
第二次国共内战进行至1948年11月，中共政权取得今连云港市全境，并调整行政区划，析东海县之海州、新浦为新海市，与连云市合并成立新海连特区。1949年11月，更名为新海连市，隶属于鲁中南行署。中共建政初期代之以苏南、苏北、鲁中南等行政公署并辖于华东大区，徐海地区被划入鲁中南行署。1953年，华东大区之苏南、苏北、徐海地区和南京市合并组建为江苏省。新海连市由江苏省直辖，但东海、赣榆、沭阳、灌云原海属地区四县则分别归入徐州、淮阴两地区行署。
1961年，新海连市更名为连云港市，归江苏省直辖。此次更名是以港口之名“‘连云’港”为城市之名，但随之产生港口之名变为拗口之“‘连云港’港”。
1983年，国家在江苏试行地市体制改革（市管县），原海属地区除沭阳外再次划归连云港市，连云港市辖境基本恢清时海州直隶州之旧境。
1996年，江苏省调整市县行政区划，灌南县划入连云港市；2001年，云台区撤销，并入新浦、连云两区；2008年，东海县岗埠、浦南划入市区；2009年，灌云县板浦镇划入市区；2010年，江苏省青口盐场、江苏省东辛农场、海军某部队农副业基地划入市区。
2014年，撤销连云港市新浦区、海州区，设立新的连云港市海州区；撤销赣榆县，设立连云港市赣榆区。